# قائمة البعثات الدبلوماسية في جنوب السودان

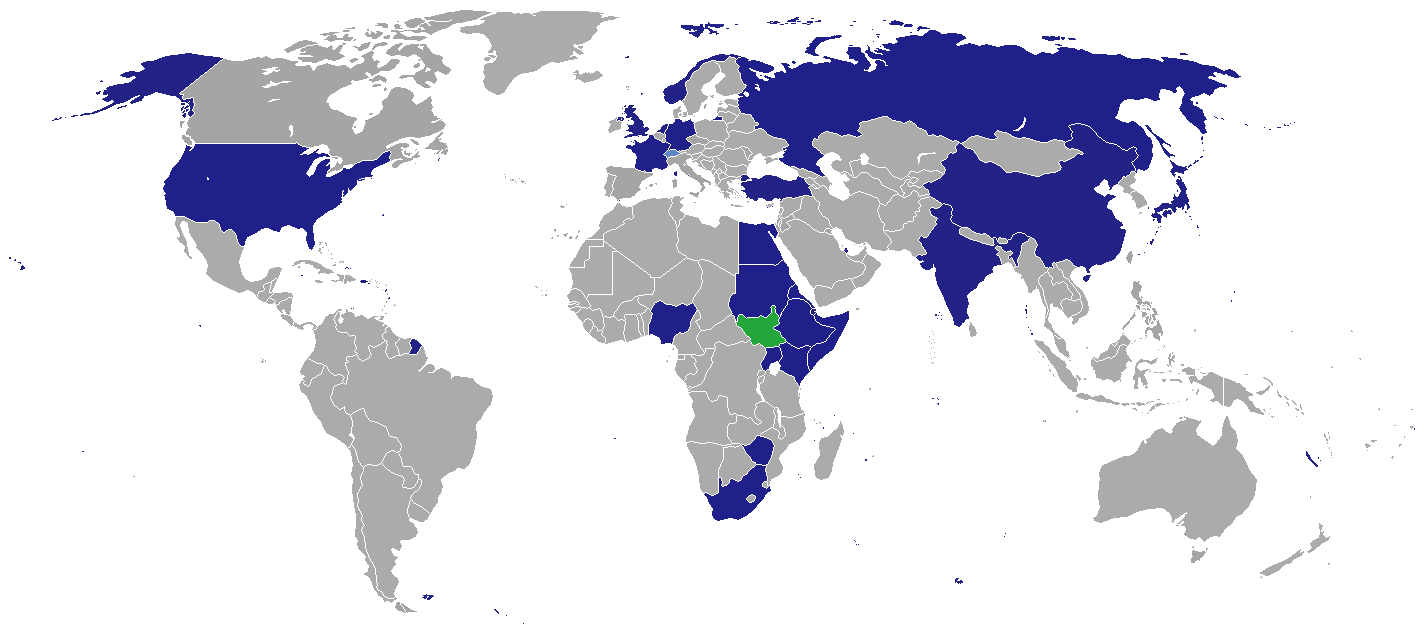
البعثات الدبلوماسية في جنوب السودان.

هذه قائمة البعثات الدبلوماسية في جنوب السودان. تستضيف العاصمة جوبا حاليًا 22 سفارة مقيمة.

## السفارات فيجوبا
- كندا[1]
- الصين[2]
- جيبوتي[3]
- مصر[4]
- إريتريا[5]
- إثيوبيا[6]
- فرنسا[7]
- ألمانيا[8]
- الهند[9]
- اليابان[10]
- كينيا[11]
- هولندا[12]
- النرويج[13]
- الصومال[14]
- جنوب أفريقيا[15]
- السودان [16]
- تركيا[17]
- أوغندا[18]
- المملكة المتحدة [19]
- الولايات المتحدة [20]
- زيمبابوي[21]

## القنصليات والمكاتب الدبلوماسية فيجوبا
- الاتحاد الأوروبي (يوفسيك جنوب السودان)[22]
- ليبيا (قنصلية عامة)[23]
- صوماليلاند (مكتب تمثيلي)[24]
- السويد (مكتب السفارة)[25]
- سويسرا (مكتب التعاون والوكالة القنصلية)[26]
- الأمم المتحدة (بعثة الأمم المتحدة في جنوب السودان - بعثة الأمم المتحدة في جنوب السودان)[27]

## السفارات غير المقيمة
- الأرجنتين (بيونس آيرس)[28]
- أستراليا (أديس أبابا)[29]
- النمسا (أديس أبابا)[30]
- بلجيكا (كامبالا)[31]
- بنين (أديس أبابا)[32]
- بوتسوانا (نيروبي)[33]
- البرازيل (أديس أبابا)[34]
- بلغاريا (أديس أبابا)[35]
- تشيلي (أديس أبابا) [36]
- كولومبيا (نيروبي)[37]
- كوستاريكا (لندن) [38]
- كرواتيا (القاهرة)[39]
- كوبا (أديس أبابا)[40]
- جمهورية التشيك (أديس أبابا)[41]
- الدنمارك (أديس أبابا)[42]
- إسواتيني (أديس أبابا)
- فنلندا (أديس أبابا)[43]
- غانا (أديس أبابا)[44]
- اليونان (أديس أبابا)[45]
- غينيا (القاهرة)[46]
- الفاتيكان (نيروبي)[47]
- هنغاريا (القاهرة)[48]
- إندونيسيا (نيروبي)[49]
- إيران (أديس أبابا)[50]
- إيرلندا (أديس أبابا)[51]
- إسرائيل (القدس)[52]
- إيطاليا (أديس أبابا)[53]
- الأردن (أديس أبابا)
- الكويت (أديس أبابا)
- قيرغيزستان (الرياض)[54]
- لاوس (نيودلهي)[55]
- ليبيا (الخرطوم)[56]
- ماليزيا (نيروبي)[57]
- جزر المالديف (الرياض)[58]
- موريتانيا (أديس أبابا)[59]
- المكسيك (أديس أبابا)[60]
- ناميبيا (أديس أبابا)[61]
- كوريا الشمالية (أديس أبابا)[62]
- عمان (أديس أبابا)
- باكستان (أديس أبابا)[63]
- فلسطين (جيبوتي)[64]
- بنما (القاهرة)
- الفلبين (نيروبي)[65]
- بولندا (أديس أبابا)[66]
- البرتغال (أديس أبابا)[67]
- رومانيا (الخرطوم)[68]
- روسيا (كامبالا)[69]
- رواندا (كامبالا)[70]
- الصحراء الغربية (أديس أبابا) [71]
- السعودية (كامبالا)[72]
- صربيا (أديس أبابا)[73]
- سيراليون (أديس أبابا)
- سلوفاكيا (نيروبي)[74]
- الصومال (أديس أبابا)[75]
- كوريا الجنوبية (كامبالا)[76]
- إسبانيا (الخرطوم)[77]
- سريلانكا (نيروبي)[78]
- السويد (الخرطوم)[79]
- سويسرا (أديس أبابا)[80]
- طاجيكستان (القاهرة)
- تنزانيا (نيروبي)[81]
- تايلند (نيروبي)[82]
- توغو (أديس أبابا)[83]
- تركمانستان (الرياض)[84]
- أوكرانيا (أديس أبابا)[85]
- الإمارات العربية المتحدة (أديس أبابا)[86]
- قالب:العلم أوزبكستان (الرياض)[87]
- فنزويلا (الخرطوم)[88]
- فيتنام (القاهرة)[89]
- زامبيا (نيروبي)[90]